# أبو عبيدة الصومالي
أحمد ديري (بالصومالية: Axmed Diriye)‏ المعروف أيضًا باسم أحمد عمر أو أبو عبيدة الصومالي هو أمير حركة الشباب الصومالية. وضعت حكومة الولايات المتحدة مكافأة 6 ملايين دولار للإدلاء بمعلومات عن مكانه.

## حياته
يعتقد أنه في الأربعينات من عمره، ولد في كيسمايو في الصومال. أصبح أمير حركة الشباب بعد وفاة الأمير السابق أحمد غودان الذي قُتل في غارة أمريكية على جنوبي الصومال في سبتمبر 2014. شغل عدة مناصب في الحركة قبل مقتل غودان، فكان نائب والي جوبا السفلى في 2008، ثم حاكم ولايتي باي وباكول في 2009، بحلول عام 2013 أصبح أحد كبار مستشاري غودان، حيث أشرف على النشاط المحلي.